# کینگزوود، گلاسترشر جنوبی
longitudeکینگزوود، گلاسترشر جنوبیlatitudeکینگزوود، گلاسترشر جنوبی
کینگزوود، گلاسترشر جنوبی (به انگلیسی: Kingswood) یک شهرک در بریتانیا است که در انگلستان واقع شده‌است.

## خصوصیات
کینگزوود ۴۰٬۷۳۴ نفر جمعیت دارد.